# Margarita Formeiro
Margarita Formeiro, född 31 oktober 1944, är en argentinsk friidrottare. Hon deltog vid olympiska sommarspelen 1964.